# Пшеничников В'ячеслав Костянтинович
В'ячеслав Костянтинович Пшеничников (1943 — ?) — молдавський радянський державний і комуністичний діяч, 2-й секретар ЦК КП Молдавії. Кандидат у члени ЦК КП Молдавії в 1981—1986 роках. Член ЦК КП Молдавії в 1986—1990 роках. Кандидат у члени Бюро ЦК КП Молдавії з лютого 1986 до листопада 1988 року. Член Бюро ЦК КП Молдавії з листопада 1988 до травня 1990 року. Депутат Верховної Ради Молдавської РСР 10—11-го скликань. Народний депутат СРСР у 1989—1991 роках. Кандидат філософських наук.

## Життєпис
Народився в родині службовця. З 1960 року працював електриком Куйбишевського авторемонтного заводу.
У 1965 році закінчив Куйбишевський політехнічний інститут.
У 1965—1973 роках — інженер-конструктор, начальник відділу спеціального конструкторського бюро Кишинівського заводу «Віброприлад».
Член КПРС з 1970 року.
У 1973—1975 роках — завідувач промислово-транспортного відділу Ленінського районного комітету КП Молдавії міста Кишинева.
У 1975—1977 роках — завідувач промислово-транспортного відділу Кишинівського міського комітету КП Молдавії.
У 1977—1980 роках — 1-й секретар Октябрського районного комітету КП Молдавії міста Кишинева.
У 1980—1985 роках — 2-й секретар Кишинівського міського комітету КП Молдавії.
Закінчив Академію суспільних наук при ЦК КПРС у Москві.
У 1985—1986 роках — 1-й заступник завідувача відділу організаційно-партійної роботи ЦК КП Молдавії.
У 1986—1988 роках — завідувач відділу організаційно-партійної роботи ЦК КП Молдавії.
5 листопада 1988 — 19 травня 1990 року — 2-й секретар ЦК КП Молдавії.
У 1990—1991 роках — завідувач сектора відділу ЦК КПРС.
Потім — керівник Апарату, віцепрезидент Міжнародного конгресу промисловців та підприємців.

## Нагороди
- ордени
- медалі